# Sky Barrandov
Sky Barrandov jsou dva bytové domy v Hlubočepích na Praze 5. Je v nich celkem 135 bytů, všechny mají panoramatický výhled na město. Vlnitou fasádu budov navrhovalo studio AI-Design v čele s Evou Jiřičnou a Petrem Vágnerem. Interiéry navrhl ateliér P.H.A. pod vedením Ondřeje Gattermayera. Výstavba probíhala mezi roky 2015 až 2017. Cena byla přibližně 540 milionů korun.
Domy jsou navrženy v mimořádně energeticky úsporné třídě A. Projekt získal ocenění Realitní projekt roku – Cenu odborné poroty a Cenu architektů.